# Liste der Biografien/Schie
Liste der Biografien |
Portal Biografien |
Personensuche
# |
A |
B |
C |
D |
E |
F |
G |
H |
I |
J |
K |
L |
M |
N |
O |
P |
Q |
R |
S |
T |
U |
V |
W |
X |
Y |
Z |
?
 
Sa |
Sb |
Sc |
Sd |
Se |
Sf |
Sg |
Sh |
Si |
Sj |
Sk |
Sl |
Sm |
Sn |
So |
Sp |
Sq |
Sr |
Ss |
St |
Su |
Sv |
Sw |
Sy |
Sz
 
Sca–Sce |
Sch |
Sci–Scz
 
Scha |
Schc |
Schd |
Sche |
Schg |
Schi |
Schj |
Schk |
Schl |
Schm |
Schn |
Scho |
Schp |
Schr |
Schs |
Scht |
Schu |
Schv |
Schw |
Schy
 
Schia |
Schib |
Schic |
Schid |
Schie |
Schif |
Schig |
Schih |
Schij |
Schik |
Schil |
Schim |
Schin |
Schio |
Schip |
Schir |
Schis |
Schit |
Schiu |
Schiv |
Schiw |
Schiz
Die Liste der Biografien führt alle Personen auf, die in der deutschsprachigen Wikipedia einen Artikel haben. Dieses ist eine Teilliste mit 449 Einträgen von Personen, deren Namen mit den Buchstaben „Schie“ beginnt.

## Schie
- Schie, Jimmy van (* 1993), niederländischer Dartspieler
- Schie, Mendel (1784–1848), deutscher Bankier
- Schie, Tjako van (* 1961), niederländischer Pianist und Komponist

### Schieb
- Schieb, Jörg (* 1964), deutscher Journalist und AutorJörg Schieb (* 1964)

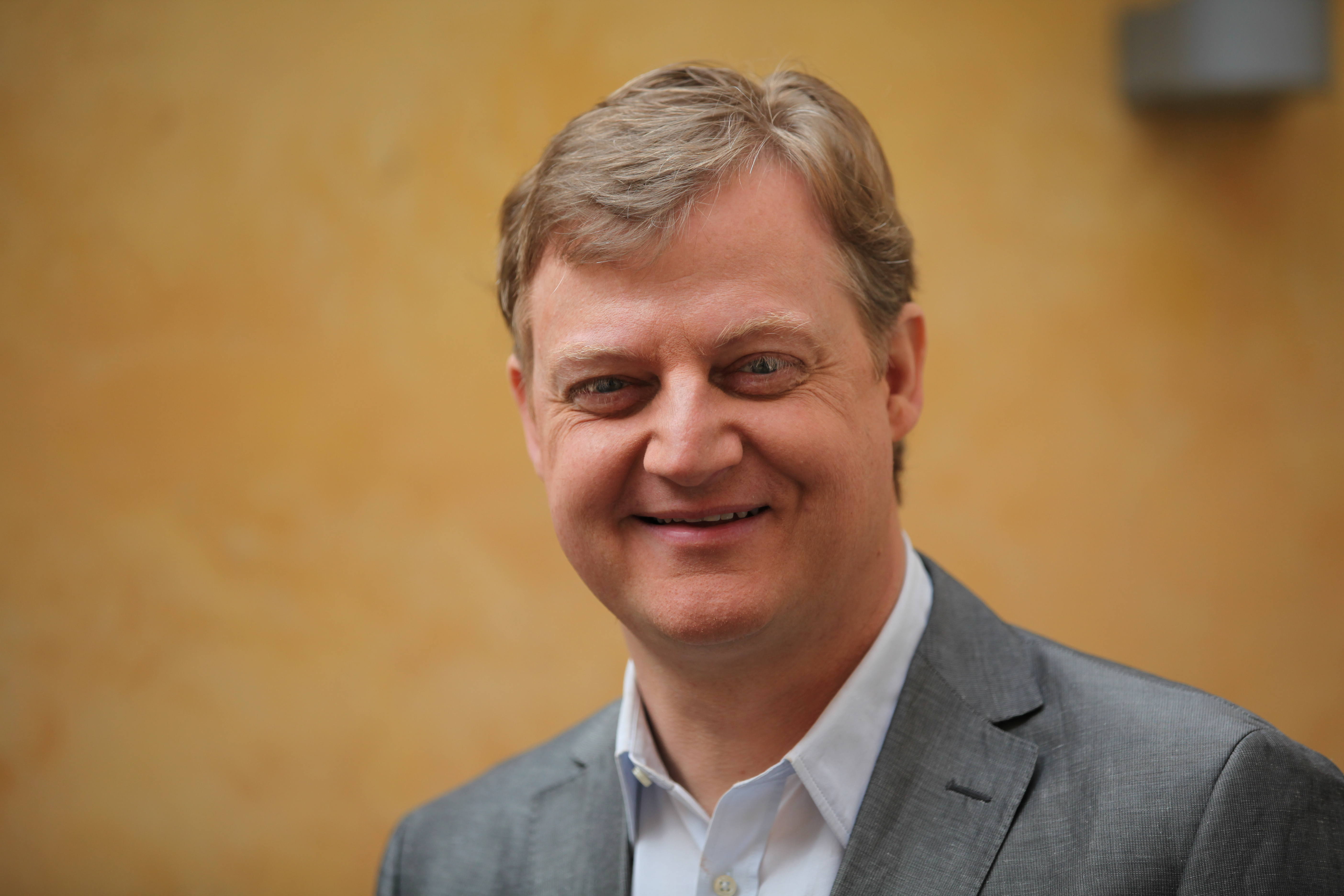
Jörg Schieb (* 1964)

- Schieb, Roswitha (* 1962), deutsche Literatur- und Kulturwissenschaftlerin und Schriftstellerin
- Schieb, Thomas (* 1964), deutscher Diplomat
- Schiebe, August (1779–1851), deutscher Autor
- Schiebe, Sophia (* 1989), deutsche Politikerin (SPD), MdL
- Schiebel, Alexander (* 1966), österreichischer Autor und Dokumentarfilmer
- Schiebel, Hermann (1896–1973), deutscher Kunstmaler und Grafiker
- Schiebel, Johann Georg (1656–1684), deutscher Dichter, Philosoph und Theologe
- Schiebeler, Daniel (1741–1771), deutscher Schriftsteller und evangelischer Kirchenlieddichter
- Schiebeler, Werner (1923–2006), deutscher Diplomphysiker, Hochschulprofessor und Parapsychologe
- Schiebelhut, Norbert (* 1967), deutscher Basketballspieler
- Schiebelhuth, Hans (1895–1944), deutscher expressionistischer Schriftsteller und Dichter
- Schiebelhuth, Stefan, deutscher Radiomoderator, Redakteur und Nachrichtensprecher
- Schiebell, Adam Burchard von (1719–1796), kursächsischer General
- Schiebener, Wolfram (* 1950), deutscher Filmproduzent, Regisseur, Hörspielsprecher und Theaterschauspieler
- Schieber, Albert (1875–1946), deutscher Architekt
- Schieber, Anna (1867–1945), deutsche Schriftstellerin
- Schieber, Elke (* 1947), deutsche Filmwissenschaftlerin und Filmregisseurin
- Schieber, Helmut (1938–2011), deutscher Bankmanager
- Schieber, Julian (* 1989), deutscher FußballspielerJulian Schieber (* 1989)

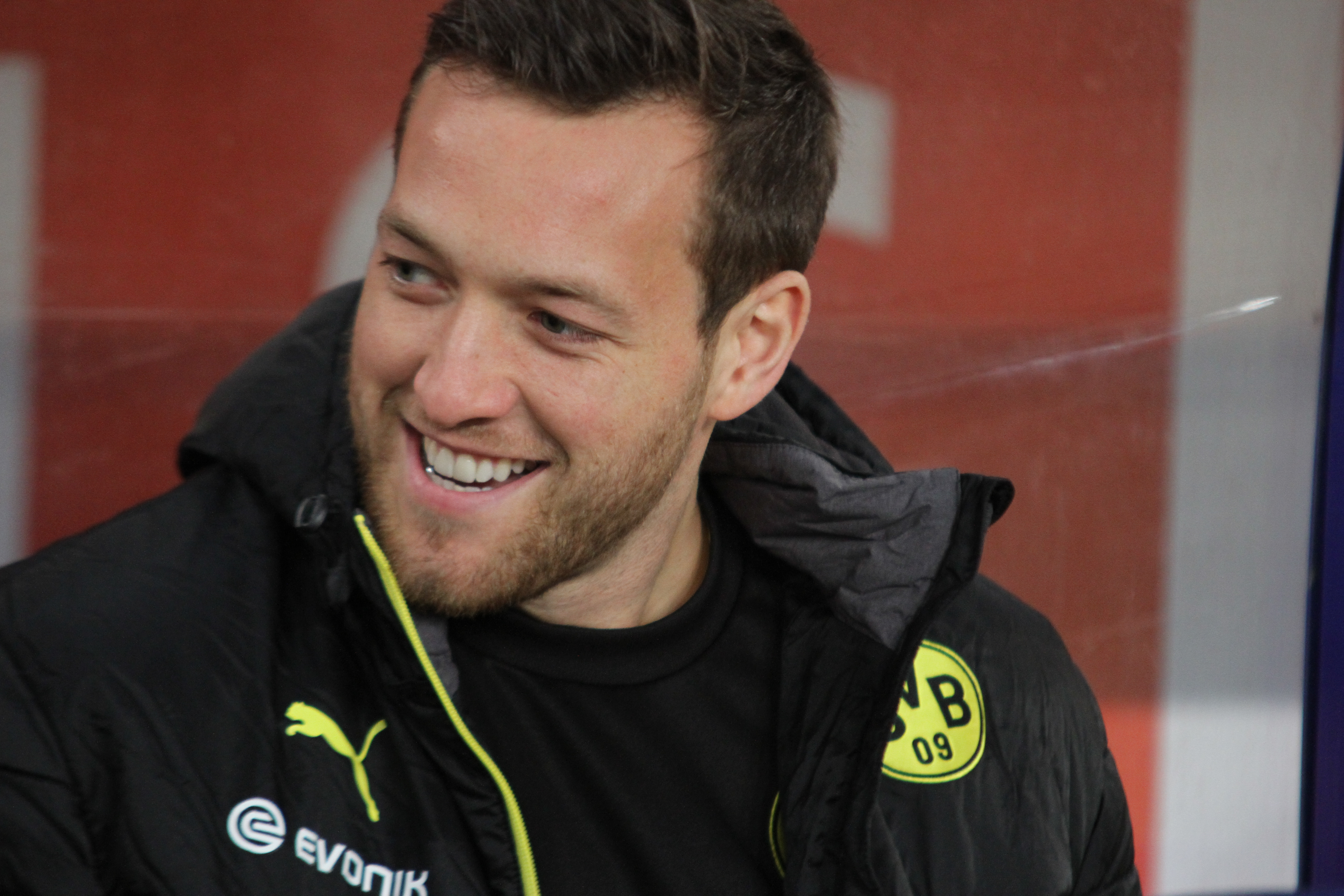
Julian Schieber (* 1989)

- Schieber, Martin (1966–2014), deutscher Historiker und Kommunalpolitiker
- Schieber, Rudolf (1901–1965), deutscher Unternehmer
- Schieber, Waldemar (1927–2023), deutscher Hornist und Hochschullehrer
- Schieber, Walther (1896–1960), deutscher Chemiker und nationalsozialistischer Multifunktionär
- Schieber, Wilhelm (1887–1974), sorbischer Maler
- Schieberle, Peter (* 1951), deutscher Lebensmittelchemiker und Hochschullehrer
- Schieberth, Hermann (1876–1946), österreichischer Fotograf
- Schiebinger, Londa (* 1952), US-amerikanische Historikerin und Feministin
- Schiebl, Heinrich (* 1926), österreichischer Radrennfahrer
- Schieble, Susanne (* 1971), Autorin, Dozentin und Bühnenkünstlerin
- Schiebler, Oskar (1845–1928), deutscher Politiker und Kaufmann
- Schiebler, Theodor Heinrich (1923–2022), deutscher Anatom
- Schieblich, Martin (1893–1973), deutscher Veterinär und Hochschullehrer an der Universität Leipzig
- Schiebling, Christian (1603–1663), deutscher Maler
- Schiebold, Ernst (1894–1963), deutscher Mineraloge
- Schiebold, Kurt-Helmut (* 1947), deutscher Brigadegeneral

### Schiec
- Schiech, Marcus (* 1985), deutscher Handballspieler und -trainer
- Schieche, Emil (1901–1985), österreichischer Archivar, Historiker und Hochschullehrer
- Schieche, Hertha, deutsche Wasserspringerin
- Schiechl, Michael (* 1989), österreichischer Eishockeyspieler
- Schiechtl, Hermann (1924–2016), deutscher Bauingenieur, Eistänzer und Präsident der Deutschen Eislauf-Union
- Schiechtl, Katharina (* 1993), österreichische FußballnationalspielerinKatharina Schiechtl (* 1993)

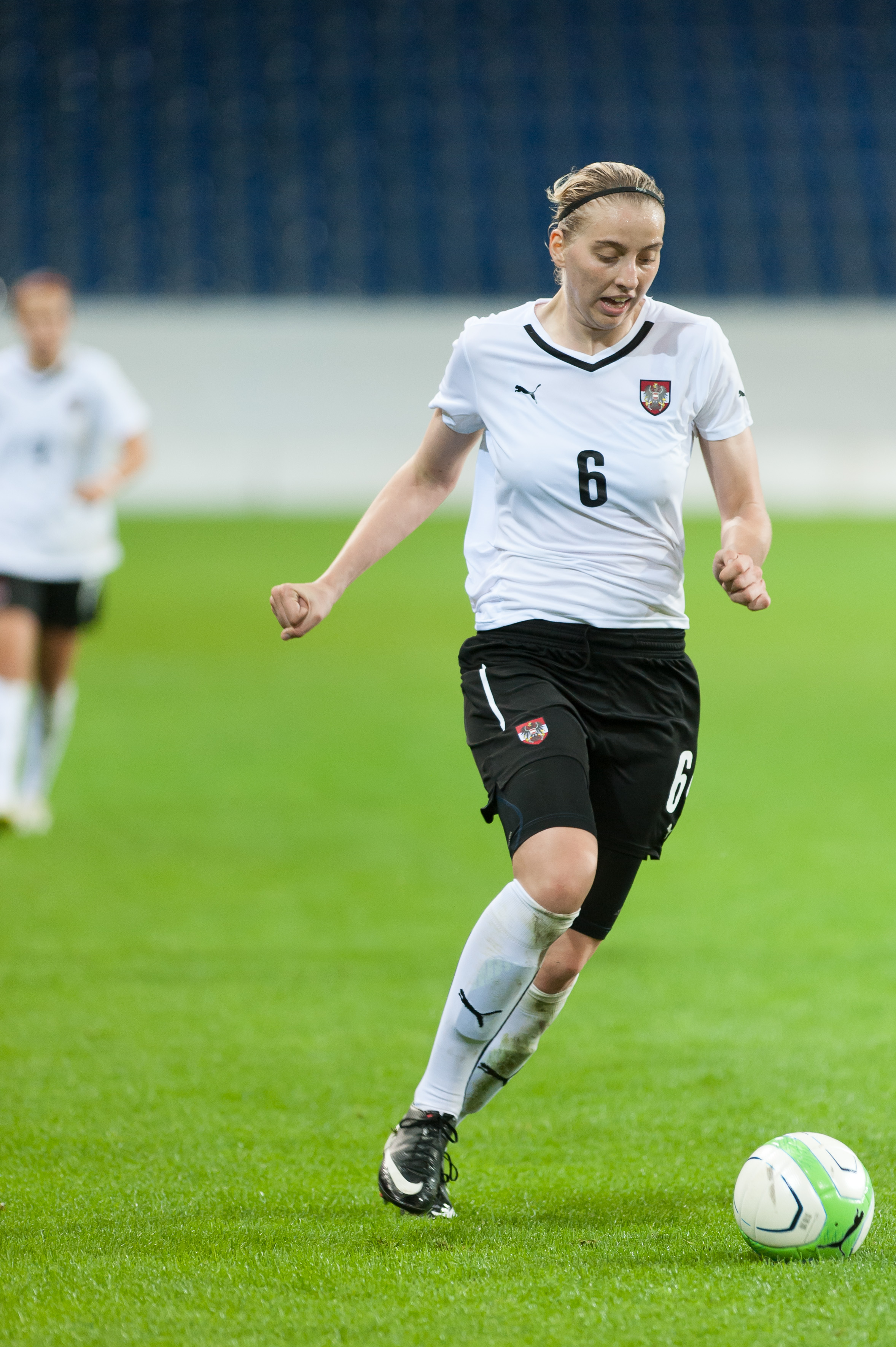
Katharina Schiechtl (* 1993)

- Schiechtl, Tina (* 1984), österreichische Tennisspielerin
- Schieck, Arthur (1847–1930), deutscher Politiker
- Schieck, Franz (1871–1946), deutscher Arzt und Professor für Augenheilkunde
- Schieck, Heinz (1923–1991), deutscher Militär, Offizier der DDR
- Schieck, Jürgen (* 1946), deutscher Fußballspieler und Sportmoderator
- Schieck, Ralph (* 1954), deutscher Politiker (DSU, CDU) und Badmintonspieler
- Schieck, Walther (1874–1946), deutscher Politiker (DVP), sächsischer Ministerpräsident
- Schiecke, Dietrich († 1722), sachsen-merseburgischer Stiftsdirektor und Rittergutsbesitzer
- Schiecke, Jan (* 1981), deutscher Basketballfunktionär und -spieler
- Schieckel, Harald (1920–2012), deutscher Historiker und Archivar

### Schied
- Schied, Corinne (* 1965), deutsche RadiomoderatorinCorinne Schied (* 1965)

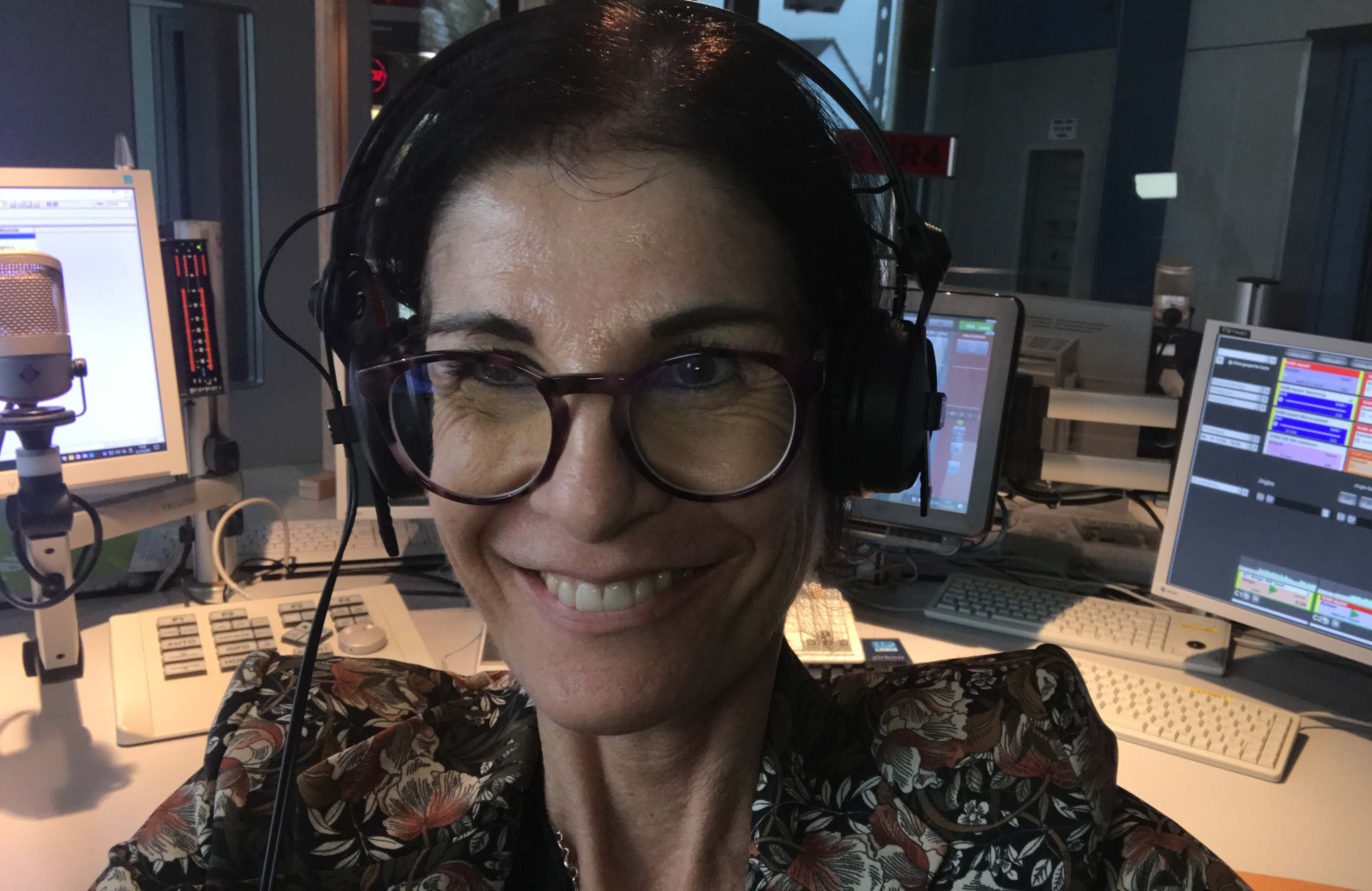
Corinne Schied (* 1965)

- Schied, Marcel (* 1983), deutscher Fußballspieler
- Schiedat, Friedrich (1900–1966), deutscher Rechtsanwalt, Notar und Kommunalpolitiker (NSDAP)
- Schiede, Christian Julius Wilhelm (1798–1836), deutscher Arzt, Botaniker Buchauchtor, Naturforscher und Sammler
- Schiede, Gerty (1921–2007), deutsche Schriftstellerin
- Schiede, Johann Konrad (1760–1826), deutscher Pfarrer und Autor
- Schiedek, Jana (* 1974), deutsche Politikerin (SPD), MdHB, Senatorin in Hamburg
- Schiedek, Jörg (* 1970), deutscher Behindertensportler
- Schiedel, Friedrich (1913–2001), deutscher Unternehmer und Mäzen
- Schieder, Andreas (* 1969), österreichischer Politiker (SPÖ), Landtagsabgeordneter, Abgeordneter zum Nationalrat
- Schieder, Christoph (* 1963), deutscher Volleyballspieler
- Schieder, Florian (* 1995), italienischer Skirennläufer
- Schieder, Hanna-Marie (* 2001), deutsche Volleyball- und Beachvolleyballspielerin
- Schieder, Illo (1922–2004), deutsche Schlagersängerin
- Schieder, Julius (1888–1964), deutscher Oberkirchenrat und Kreisdekan
- Schieder, Leo (1909–1956), deutscher Politiker (KPD), MdL
- Schieder, Marianne (* 1962), deutsche Politikerin (SPD), MdL, MdB
- Schieder, Marion (* 1976), deutsche Radiomoderatorin und FernsehredakteurinMarion Schieder (* 1976)

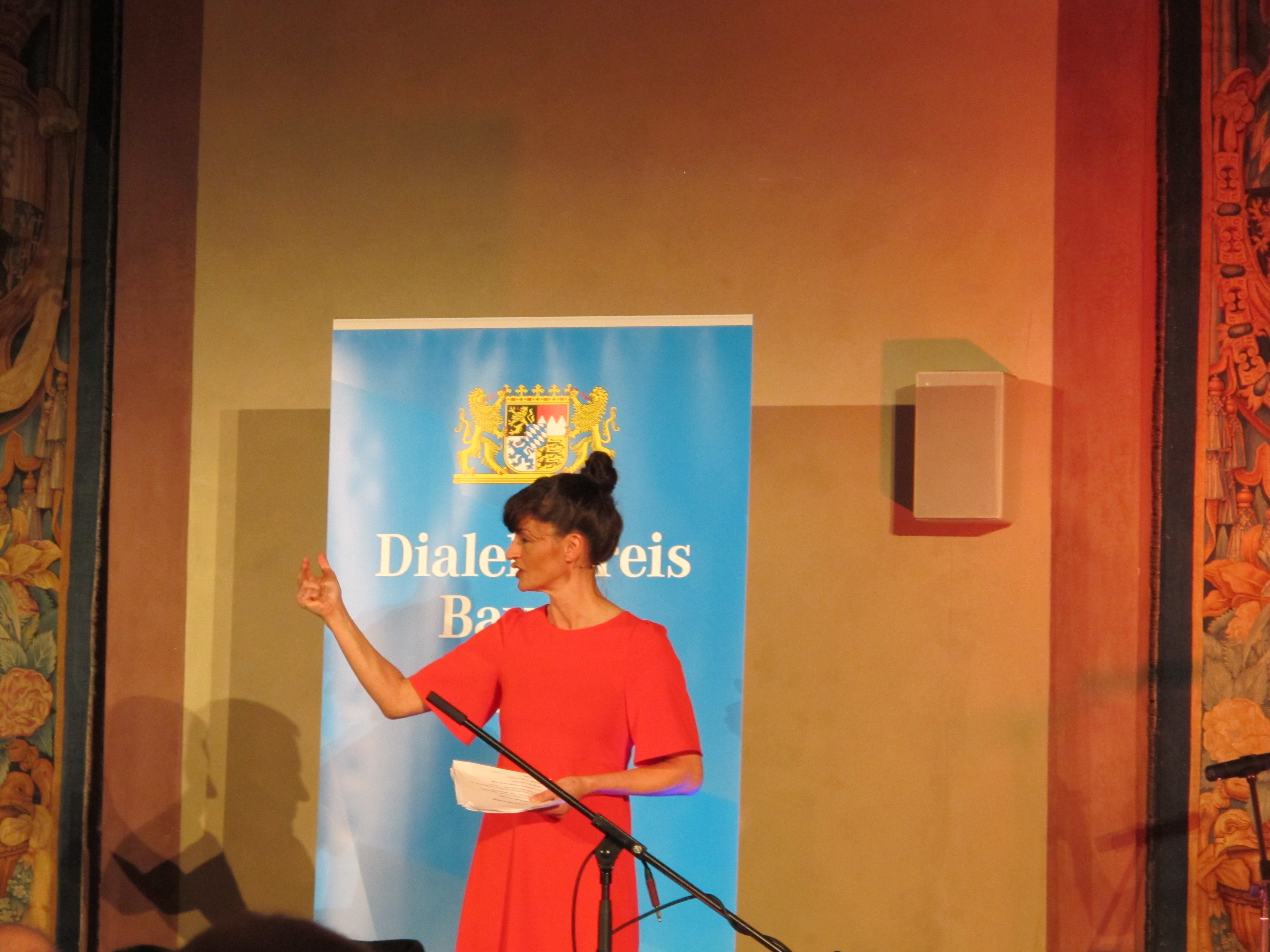
Marion Schieder (* 1976)

- Schieder, Martin (* 1965), deutscher Kunsthistoriker
- Schieder, Otto (1938–1998), deutscher Biologe und Züchtungsforscher
- Schieder, Peter (1941–2013), österreichischer Politiker (SPÖ), Abgeordneter zum Nationalrat
- Schieder, Rolf (* 1953), deutscher Theologe und Professor für Praktische Theologie an der Humboldt-Universität Berlin
- Schieder, Rudolf (1920–2015), deutscher Maler und Grafiker
- Schieder, Rudolf (1943–2025), deutscher Astrophysiker
- Schieder, Siegfried (* 1968), italienischer Politikwissenschaftler
- Schieder, Theodor (1908–1984), deutscher Historiker
- Schieder, Werner (* 1948), deutscher Politiker (SPD), MdL, MdB
- Schieder, Wolfgang (* 1935), deutscher Historiker
- Schiedermair, Gerhard (1906–1986), deutscher Jurist und Hochschullehrer
- Schiedermair, Hartmut (1936–2020), deutscher Jurist und Hochschullehrer
- Schiedermair, Ludwig (1876–1957), deutscher Musikwissenschaftler
- Schiedermair, Rudolf (1909–1991), deutscher Jurist und Richter
- Schiedermair, Stephanie (* 1977), deutsche Rechtswissenschaftlerin
- Schiedermair, Valentin (1963–2022), deutscher Pianist
- Schiedermair, Werner (1942–2025), deutscher Ministerialbeamter
- Schiedermayer, Wilhelm (1812–1855), österreichischer Jurist und Politiker
- Schiedermayr, Johann Baptist der Ältere (1779–1840), Komponist und Kirchenmusiker
- Schiedermayr, Johann Baptist der Jüngere (1807–1878), österreichischer Geistlicher
- Schiedermayr, Karl (1818–1895), österreichischer Arzt und Botaniker
- Schiedermeier, Edgar (* 1936), deutscher Postbeamter und Politiker (CSU), MdEP
- Schiedewitz, Gerhard (1925–2007), deutscher Journalist
- Schiedewitz, Ulla (* 1986), deutsche Schauspielerin und Synchronsprecherin
- Schiedhelm, Manfred (1934–2011), deutscher Architekt und Hochschullehrer
- Schiedlausky, Gerhard (1906–1947), deutscher KZ-Arzt
- Schiedlausky, Günther (1907–2003), deutscher Kunsthistoriker
- Schiedmayer, Johann Lorenz (1786–1860), deutscher Klavierbauer
- Schiedt, Duncan (1921–2014), US-amerikanischer Jazz-Fotograf, Autor und Historiker

### Schief
- Schief, Johannes (* 1997), deutscher Volleyballspieler
- Schiefel, Michael (* 1970), deutscher Jazz-Sänger und Hochschullehrer
- Schiefelbein, Erich (1909–1985), deutscher evangelischer Pfarrer und Häftling im KZ Dachau
- Schiefelbein, Hubert (* 1930), deutscher Diplom-Bildhauer und der einzige Professor für Bildende und architekturbezogene Kunst in der ehemaligen DDR
- Schiefelbein, Paul (1894–1975), deutscher paramilitärischer Aktivist und Polizeioffizier
- Schiefele, Hans (1919–2005), deutscher Journalist und Sportfunktionär
- Schiefele, Hans (* 1924), deutscher Erziehungswissenschaftler, Psychologe und Autor
- Schiefeling, Edmund (1882–1947), deutscher Zeitungsverleger, Journalist und Bürgermeister von Engelskirchen
- Schiefen, Dirk (* 1979), deutscher Trompeter (Volkstümliche Musik)
- Schiefen, Guido (* 1968), deutscher Cellist
- Schiefenhövel, Wulf (* 1943), deutscher Mediziner, Anthropologe und Humanethologe
- Schiefer, Arnold (* 1966), österreichischer Manager und Politiker (FPÖ)
- Schiefer, Benedikt (* 1978), deutscher Komponist
- Schiefer, Bernadette (* 1979), österreichische Schriftstellerin
- Schiefer, Bertha (1904–1979), deutsche Fotografin und Heimatforscherin
- Schiefer, Christian (1896–1998), Schweizer Fotograf
- Schiefer, Gernot (* 1964), deutscher Psychologe und Hochschullehrer
- Schiefer, Gustav (1876–1956), deutscher Gewerkschaftsführer und Stadtrat
- Schiefer, Hanne (1914–2010), deutsche Bäuerin und Vorsitzende des Landfrauenverbandes Württemberg
- Schiefer, Jack (1898–1980), deutscher Sozialdemokrat, politischer Häftling, Emigrant, Widerstandskämpfer, Landrat und Oberkreisdirektor des Kreises Erkelenz
- Schiefer, Josefa (1892–1980), deutsche Unterhaltungskünstlerin, Heimatforscherin und Volksliedsammlerin im Rupertiwinkel
- Schiefer, Jule (* 2001), deutsche Eishockeyspielerin
- Schiefer, Kuno (1948–1992), deutscher Maler und Grafiker
- Schiefer, Manfred (* 1946), deutscher Maler
- Schiefer, Marion (* 1975), deutsche Politikerin (CDU), MdL
- Schiefer, Markus (* 1960), deutscher katholischer Theologe
- Schiefer, Oswald (* 1950), italienischer Politiker (Südtirol)
- Schiefer, Ulrich (* 1952), deutscher Soziologe
- Schiefer, Ulrich (* 1957), deutscher Augenarzt (Neuroophthalmologe) und Hochschullehrer
- Schiefer, Wilhelm (1885–1947), deutscher nationalsozialistischer Pädagoge
- Schieferdecker, Bettina (* 1968), deutsche Gerätturnerin
- Schieferdecker, Daniel (* 1977), deutscher Journalist und Autor
- Schieferdecker, Ina (* 1967), deutsche InformatikerinIna Schieferdecker (* 1967)

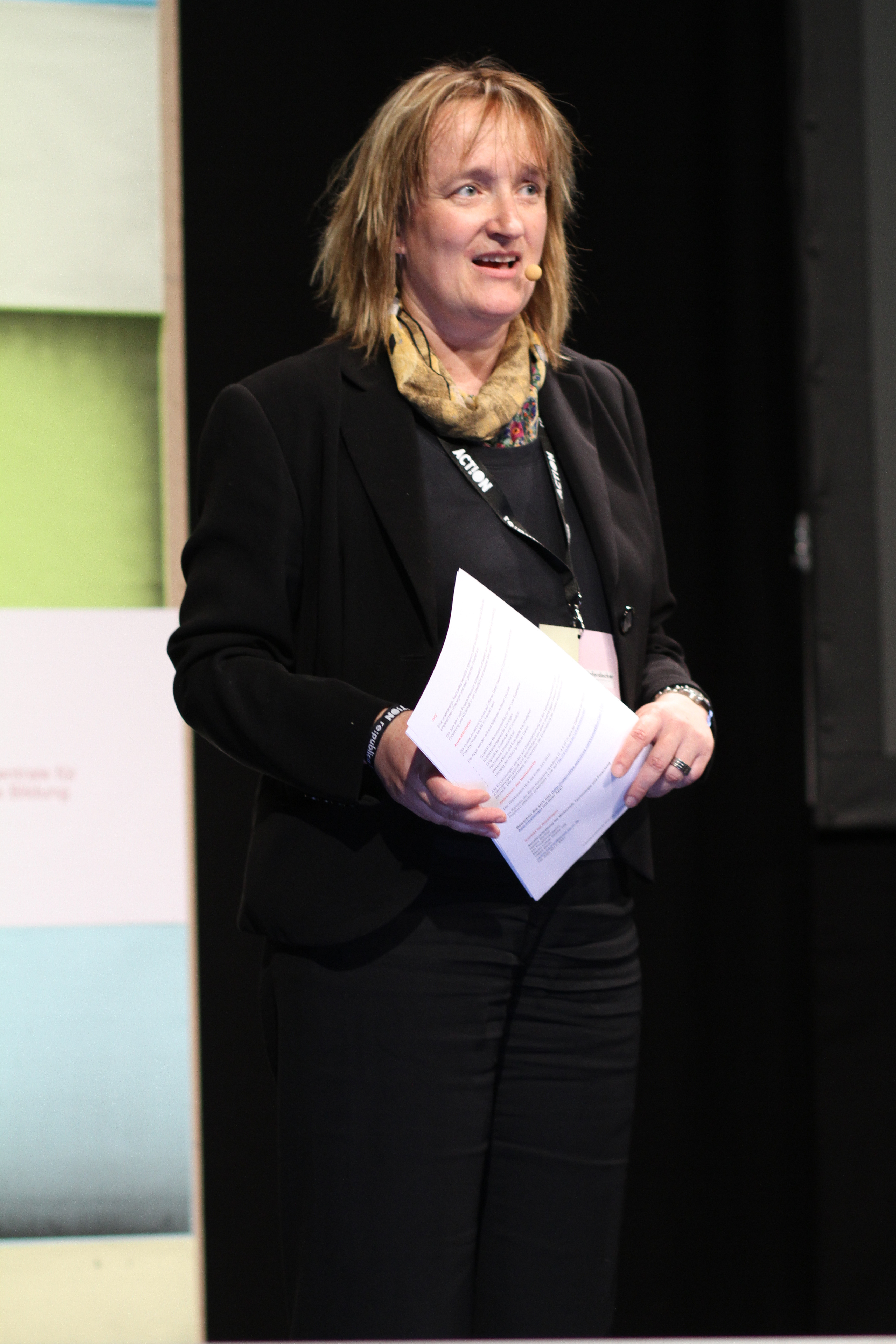
Ina Schieferdecker (* 1967)

- Schieferdecker, Johann Christian (1679–1732), Komponist und Organist
- Schieferdecker, Johann David (1672–1721), deutscher Theologe, Orientalist und Kirchenlieddichter
- Schieferdecker, Jürgen (1937–2018), deutscher Maler, Grafiker, Objektkünstler, Architekt und Hochschullehrer
- Schieferdecker, Markus (* 1972), deutscher Jazzmusiker (Bass)
- Schieferdecker, Uwe (* 1959), deutscher Autor und Stadtplaner
- Schiefermair, Notburga (* 1966), österreichische Landwirtin und Politikerin (ÖVP), Abgeordnete zum Nationalrat
- Schiefermüller, Maximilian (* 1981), österreichischer Historiker, Archivar und Bibliothekar
- Schieferstein, Erich (1934–2007), deutscher Jurist und Imker
- Schieffelin, Ed (1847–1897), US-amerikanischer Goldsucher, Scout und GeologeEd Schieffelin (1847–1897)

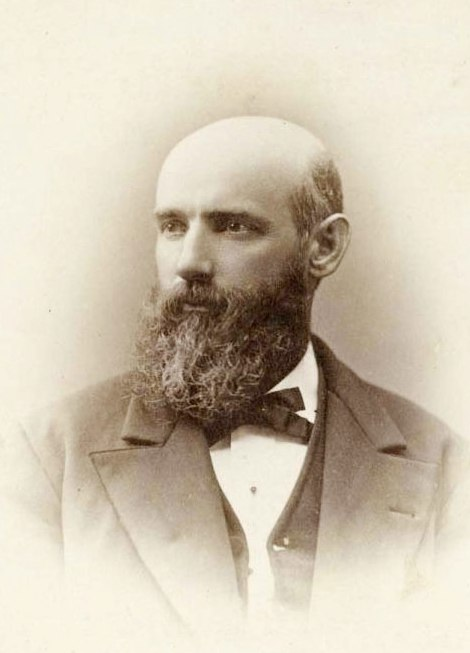
Ed Schieffelin (1847–1897)

- Schieffelin, Eugene (1827–1906), amerikanischer Arzneimittelhersteller und Vorsitzender der American Acclimatization Society
- Schieffer, Adolf (* 1886), deutscher Arzt und SS-Offizier
- Schieffer, Andrea, deutsche Schauspielerin und Sprecherin
- Schieffer, Bernhard (* 1964), deutscher Mediziner
- Schieffer, Bob (* 1937), amerikanischer Journalist
- Schieffer, Eva Maria (* 1971), deutsche Blockflöten- und Traversflötenspielerin
- Schieffer, Hermann Josef (1934–2024), deutscher Mediziner
- Schieffer, Rudolf (1947–2018), deutscher Historiker
- Schieffer, Theodor (1910–1992), deutscher Historiker und Hochschullehrer
- Schiefler, Gustav (1857–1935), Hamburger Richter und Kunstmäzen
- Schiefler, Michel-Friedrich (* 1995), deutscher Politiker (SPD), MdL
- Schiefler, Wilhelm Theodor von (1828–1884), deutsch-brasilianischer Schriftsteller, Lehrer und Sprachwissenschaftler
- Schiefner, Anton (1817–1879), deutsch-baltischer Sprachwissenschaftler und Ethnologe
- Schiefner, Dominik (* 1979), deutscher Schauspieler und KomponistDominik Schiefner (* 1979)

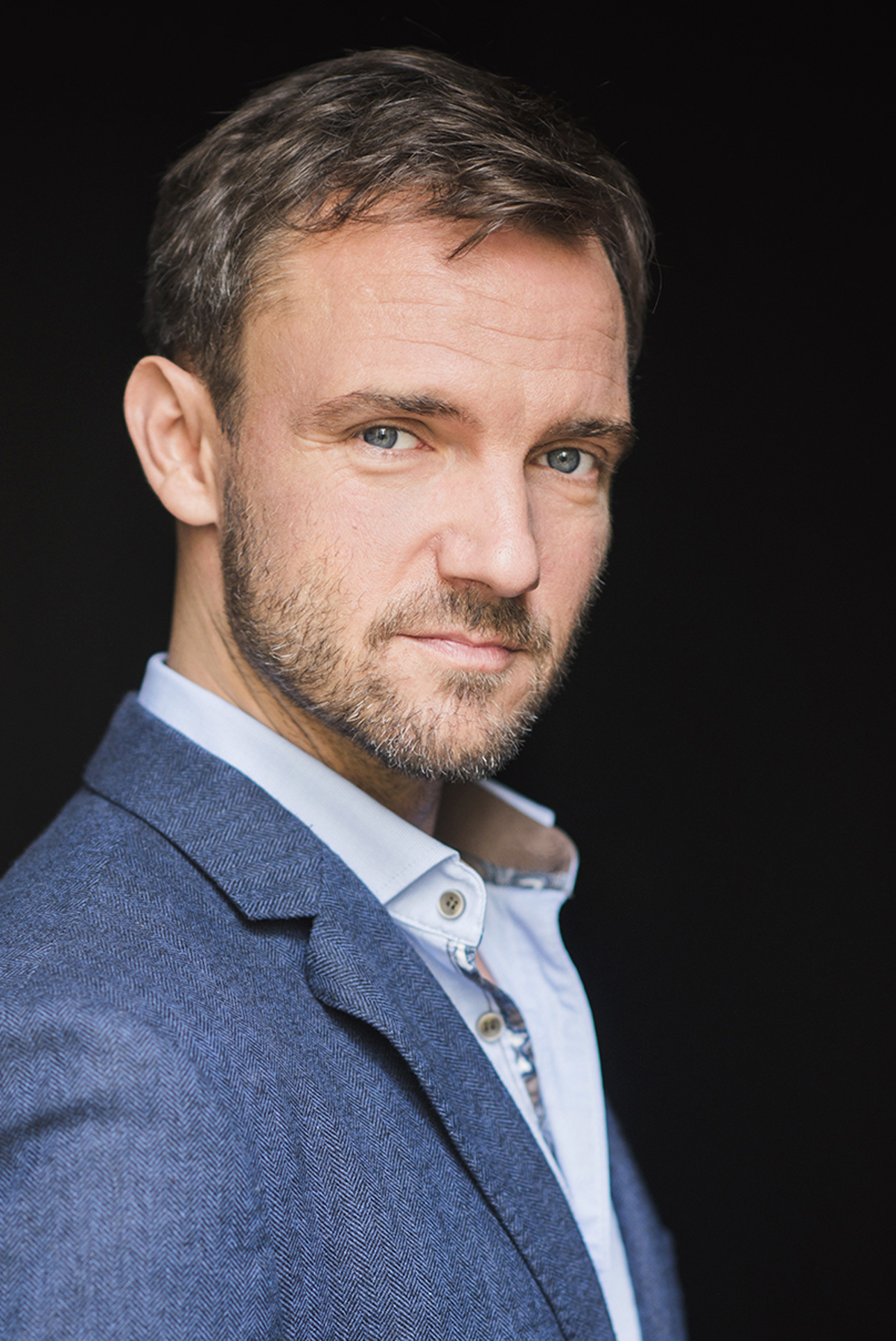
Dominik Schiefner (* 1979)

- Schiefner, Udo (* 1959), deutscher Politiker (SPD), MdB
- Schiefner-Rohs, Mandy (* 1980), deutsche Schulpädagogin und Hochschullehrerin
- Schiefsky, Mark J., US-amerikanischer Klassischer Philologe

### Schieg
- Schieg, Martin (* 1952), deutscher Bauingenieur, Vorstand der WSP CBP Consulting Engineers AG
- Schiege, Charles (1815–1901), deutscher Möbelbauer und Schlosser
- Schiegg, Ulrich (1752–1810), deutscher Benediktiner, Luftfahrtpionier, Mathematiker, Astronom und Geodät sowie Generalökonom der Reichsabtei Ottobeuren
- Schiegl, Kurt (1925–1984), österreichischer Boxer und Schauspieler
- Schiegl, Laurin (* 2007), deutscher Volleyballspieler
- Schiegl, Markus (* 1975), österreichischer Rennrodler
- Schiegl, Tobias (* 1973), österreichischer Rennrodler
- Schiegl, Wilhelm (1866–1936), österreichischer Politiker (SdP), Abgeordneter zum Nationalrat

### Schieh
- Schiehlen, Werner (* 1938), deutscher Maschinenbauingenieur und Hochschullehrer
- Schiehsl, Johannes (* 1984), österreichischer Trickfilmregisseur

### Schiej
- Schiejok, Walter (* 1942), österreichischer Fernsehjournalist

### Schiek
- Schiek, Burkhard (1938–2013), deutscher Hochfrequenzmesstechniker und Hochschullehrer
- Schiek, Friedrich Wilhelm (1790–1870), deutscher Mikroskophersteller in Berlin
- Schiek, Manfred (1935–1965), deutscher Automobil- und Motorradrennfahrer
- Schiek, Otto (1898–1980), deutscher Politiker (KPD), MdR
- Schiek, Sebastian (* 1990), deutscher Fußballspieler
- Schiek, Volker (* 1950), deutscher Jurist und Politiker (SPD)
- Schieke, Jörg (* 1965), deutscher Schriftsteller, Poet
- Schieke, Ralph (* 1966), deutscher Natur- und Tierfilmer
- Schiekel, Bernhard (* 1950), deutscher Physiker und Übersetzer
- Schieker-Ebe, Sofie (1892–1970), deutsche Schriftstellerin

### Schiel
- Schiel, Adolf (1858–1903), deutscher Offizier, Farmer in der Südafrikanischen Republik und Befehlshaber des deutschen Freikorps im BurenkriegAdolf Schiel (1858–1903)

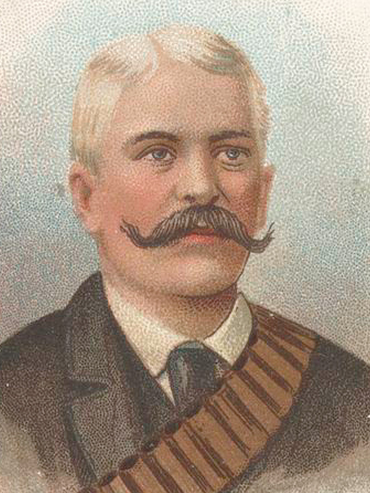
Adolf Schiel (1858–1903)

- Schiel, Gesine (* 1976), deutsche Florettfechterin
- Schiel, Hannes (1914–2017), österreichischer Schauspieler
- Schiel, Hans (1898–1983), deutscher Maler
- Schiel, Hubert (1898–1983), deutscher Kirchenhistoriker und Bibliothekar
- Schiel, Juliane (* 1976), deutsche Historikerin
- Schiel, Otto (1895–1990), deutscher Generalmajor im Zweiten Weltkrieg
- Schiele, Armand (* 1967), französischer Skirennläufer
- Schiele, Bernt (* 1968), deutscher Informatiker
- Schiele, Dieter (* 1950), deutscher Jagd- und Pferdemaler
- Schiele, Egon (1890–1918), österreichischer Maler des ExpressionismusEgon Schiele (1890–1918)

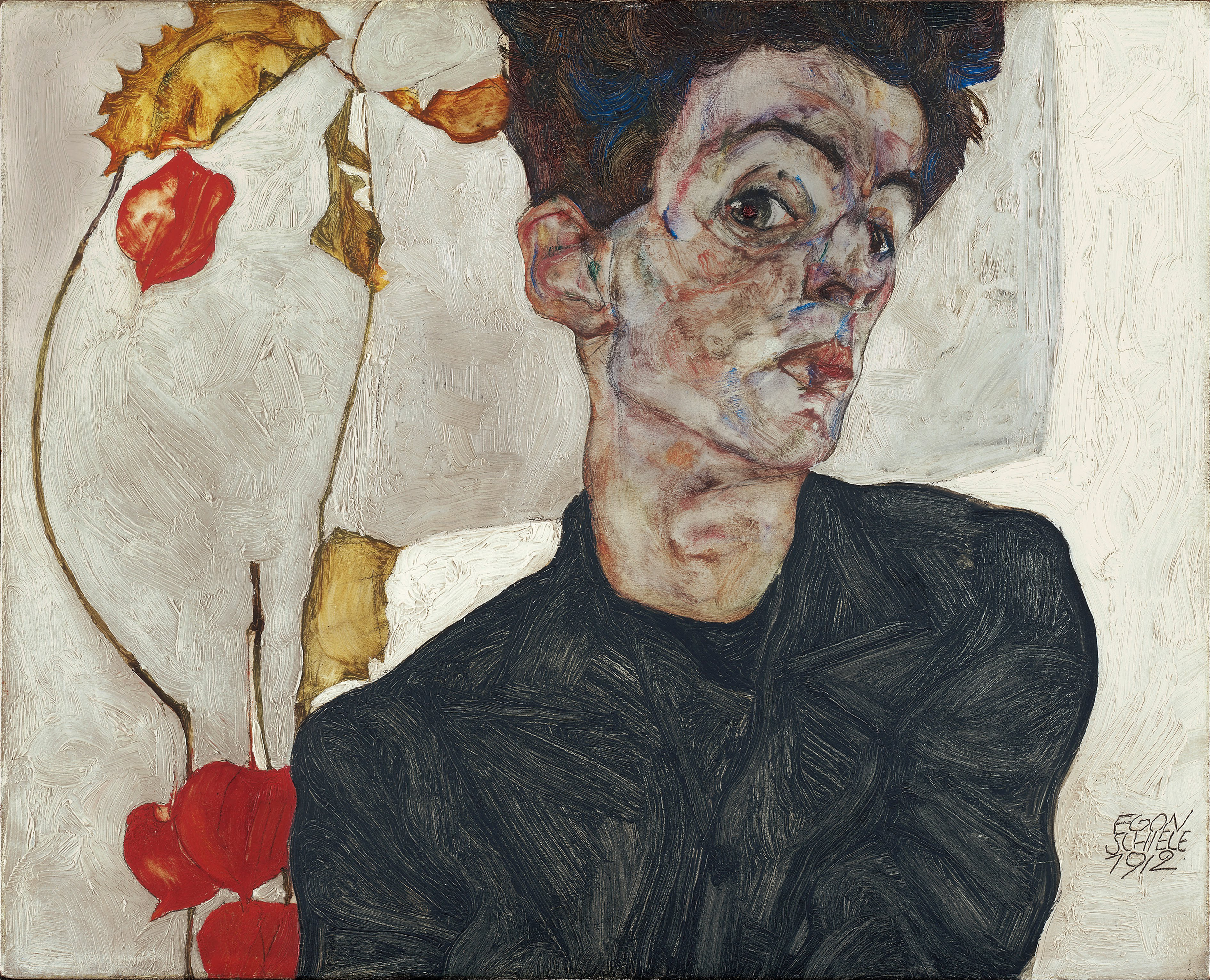
Egon Schiele (1890–1918)

- Schiele, Ernst (1865–1933), deutscher Unternehmer des Heizungs- und Lüftungsanlagenbaus, Industrieller und Parlamentarier
- Schiele, Franz (1884–1963), deutscher Unternehmer
- Schiele, Franz (1947–1980), deutscher Mann, Mordopfer
- Schiele, Friedrich Michael (1867–1913), deutscher evangelischer Theologe und Geistlicher
- Schiele, Fritz (1876–1965), deutscher Jurist
- Schiele, Georg (1868–1932), deutscher Politiker (DNVP), MdR
- Schiele, Horst-Dieter (* 1933), deutscher Journalist und Chefredakteur
- Schiele, Johann Simon, Kaufmann und Politiker der Freien Stadt Frankfurt
- Schiele, Martin (1870–1939), deutscher Politiker (DNVP, CNBL), MdR
- Schiele, Michael (* 1978), deutscher Fußballspieler und -trainer
- Schiele, Moik (1938–1993), schweizerische Textilkünstlerin und Illustratorin
- Schiele, Oskar (1889–1950), deutscher Schwimmer
- Schiele, Otto H. (1922–2012), deutscher Industriemanager
- Schiele, Siegfried (* 1939), deutscher Politikdidaktiker
- Schiele, Simon (1822–1895), deutscher Ingenieur, Unternehmer und Politiker der Freien Stadt Frankfurt
- Schieler, Caspar E. (1851–1934), deutsch-amerikanischer Geistlicher
- Schieler, Fritz (1899–1970), deutscher Politiker (SPD), MdL
- Schieler, Rudolf (1928–2012), deutscher Politiker (SPD), MdL
- Schielicke, Bodo (1935–2008), deutscher Schauspieler, Hörspielsprecher und Drehbuchautor
- Schielke, Sina (* 1981), deutsche Leichtathletin
- Schielke, Therese (* 1958), polnische Basketballtrainerin und ehemalige -spielerin
- Schielke-Ziesing, Ulrike (* 1969), deutsche Verwaltungswirtin und Politikerin (AfD), MdBUlrike Schielke-Ziesing (* 1969)

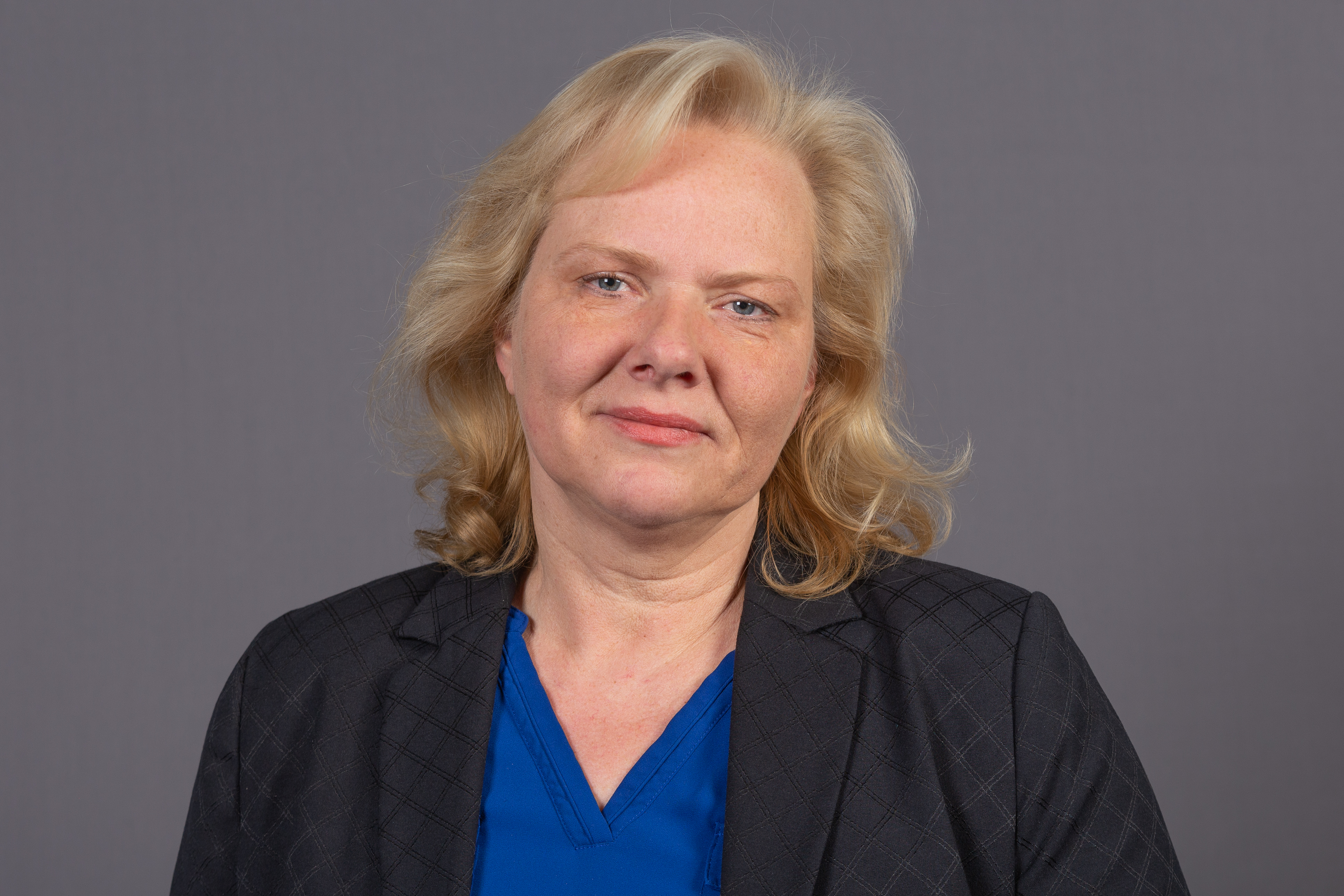
Ulrike Schielke-Ziesing (* 1969)

### Schiem
- Schiemack, Günter (* 1923), deutscher Fußballspieler
- Schiemann, Andreas (* 1968), deutscher Fußballspieler
- Schiemann, Anja (* 1966), deutsche Verwaltungsfachfrau und Politikerin (SPD), MdBB
- Schiemann, Anja (* 1967), deutsche Juristin und Hochschullehrerin
- Schiemann, Carl Christian (1763–1835), deutschbaltischer Arzt
- Schiemann, Christian (* 1977), chilenischer Fußballschiedsrichterassistent
- Schiemann, Doris (* 1947), deutsche Pflegewissenschaftlerin
- Schiemann, Eduard (1885–1942), deutsch-russischer Maler, Graphiker und Übersetzer
- Schiemann, Elisabeth (1881–1972), deutsche Botanikerin
- Schiemann, Elsa (1878–1927), deutsche Malerin, Kunsthandwerkerin und Orientreisende
- Schiemann, Friedrich (1918–1991), deutscher Maler
- Schiemann, Gottfried (* 1943), deutscher Rechtswissenschaftler und Hochschullehrer
- Schiemann, Gregor (* 1954), deutscher Autor, Philosoph und Hochschullehrer
- Schiemann, Günther (1899–1967), deutscher Chemiker und Hochschullehrer
- Schiemann, Heinrich (1916–2002), deutscher Wissenschaftsjournalist
- Schiemann, Helmut (1929–1979), deutscher Regisseur und Drehbuchautor der DEFA
- Schiemann, Horst (1898–1981), deutscher Wirtschaftsführer
- Schiemann, Konrad (* 1937), deutsch-britischer Jurist
- Schiemann, Marko (* 1955), deutscher Politiker (CDU), MdLMarko Schiemann (* 1955)

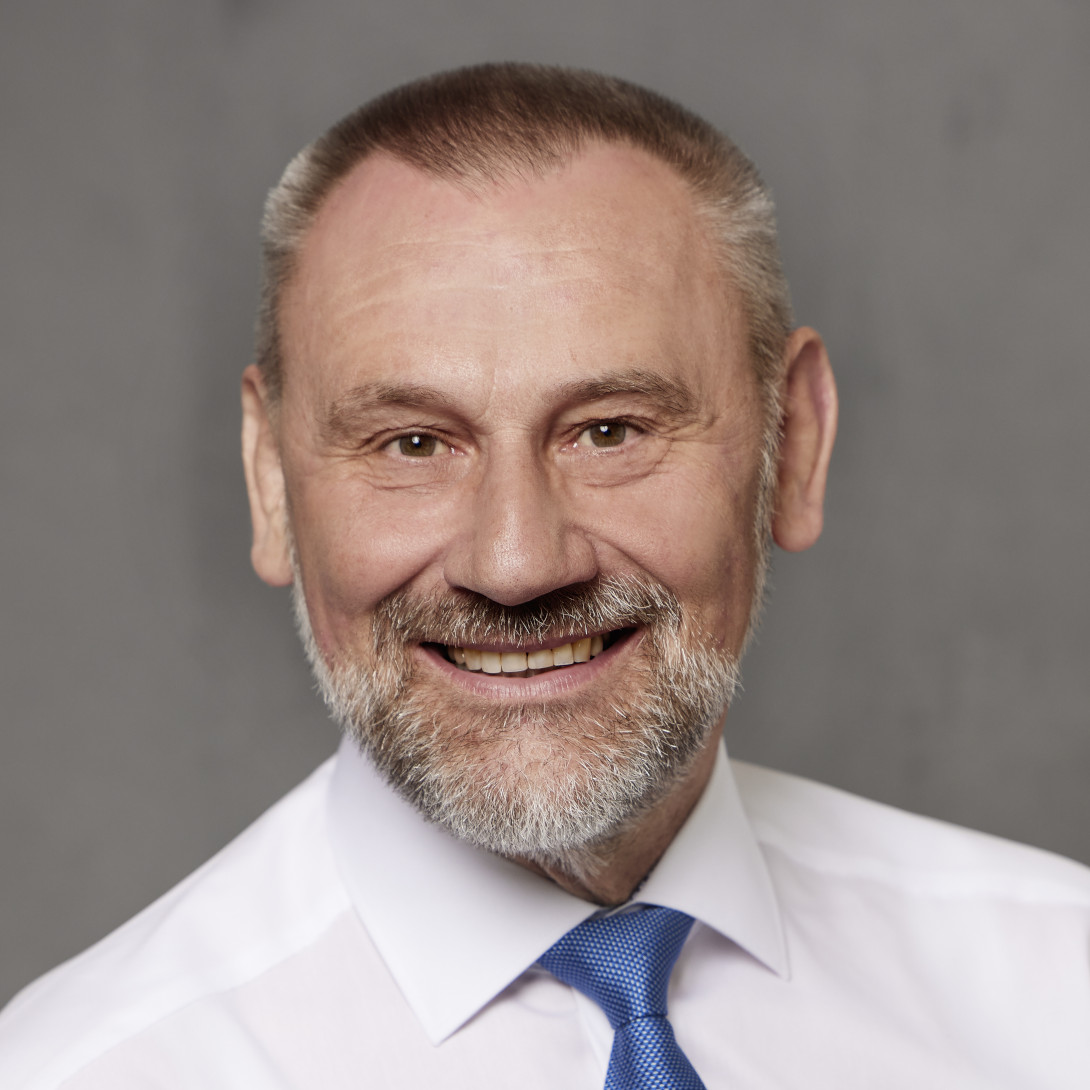
Marko Schiemann (* 1955)

- Schiemann, Max (1866–1933), deutscher Elektroingenieur und Unternehmer
- Schiemann, Paul (1876–1944), deutsch-baltischer Politiker, Mitglied der Saeima
- Schiemann, Philipp (* 1969), deutscher Schriftsteller, Musiker und Schauspieler
- Schiemann, Reinhard (1926–1988), deutscher Chemiker und Tierernährungswissenschaftler
- Schiemann, Roci (* 1965), deutscher Fußballspieler
- Schiemann, Rudi (1901–1970), deutscher Kabarettist und Schauspieler
- Schiemann, Stephan (* 1976), deutscher Sportwissenschaftler und Hochschullehrer
- Schiemann, Theodor (1847–1921), deutscher Historiker
- Schiemenz, Cedric (* 1999), deutscher Eishockeyspieler
- Schiemenz, Friedrich (1899–1971), deutscher Fischereiwissenschaftler und Hochschullehrer
- Schiemenz, Hans (1920–1990), deutscher Zoologe und Naturschützer
- Schiemenz, Karl (1900–1945), deutscher Fischereifunktionär
- Schiemenz, Michaela, deutsche Radrennfahrerin
- Schiemenz, Paulus (1856–1936), deutscher Fischereibiologe
- Schiemer, Franz (1892–1953), deutscher Architekt
- Schiemer, Franz (* 1986), österreichischer Fußballspieler und -trainerFranz Schiemer (* 1986)

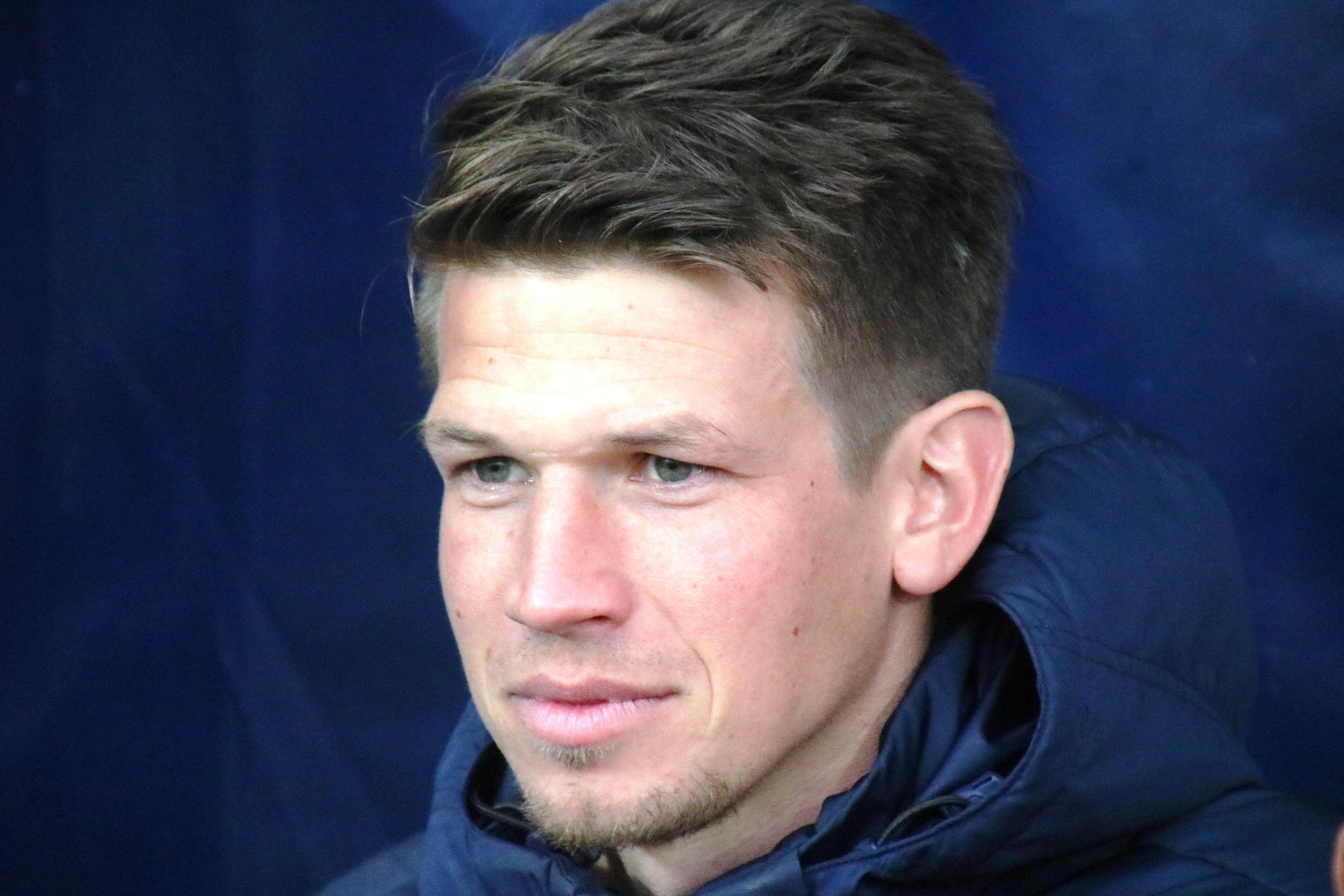
Franz Schiemer (* 1986)

- Schiemer, Leonhard († 1528), Persönlichkeit der Täuferbewegung
- Schiemer, Philipp, Manager und Geschäftsführer
- Schiemer, Wilhelm (1824–1894), südhessischer Kommunalpolitiker und Bürgermeister in Pfungstadt
- Schiemichen, Curt (1889–1957), deutscher Architekt
- Schiemichen, Wolfgang (* 1951), deutscher Sprachpädagoge, darstellender Künstler und Autor

### Schien
- Schiendl, Werner (* 1943), österreichischer Jurist, Ministerialbeamter und Autor
- Schiendorfer, Max (* 1952), Schweizer Germanist
- Schienen von Zell, Johannes III. (1474–1548), Abt
- Schienen, Nicolaus († 1556), Weihbischof in Trier
- Schiener, Andreas (* 1974), österreichischer Fußballspieler
- Schiener, Anna (1955–2014), deutsche Historikerin und Sachbuchautorin
- Schiener, Gretel (* 1940), deutsche Turnerin
- Schiener, Karl (1893–1963), deutscher Druckgrafiker
- Schienerl, Peter (1940–2001), Ethnologe, Kunsthistoriker, Autor und Sammler von Ethnografika
- Schienstock, Gerd (* 1943), deutscher Soziologe

### Schiep
- Schiepek, Günter (* 1958), deutscher Psychologe und Hochschullehrer
- Schiepek, Philipp (* 1994), deutscher Jazzmusiker (Gitarre, Komposition)
- Schieppati, Alberto (* 1981), italienischer Skirennläufer

### Schier
- Schier, Albert Theodor (* 1809), deutscher Richter und Parlamentarier
- Schier, Alfred (* 1955), deutscher Journalist
- Schier, Bruno (1902–1984), sudetendeutscher Volkstumsforscher
- Schier, Carl (1854–1918), deutscher Rechtsanwalt und Politiker, MdR
- Schier, Christian Samuel (1791–1824), deutscher Dichter und Privatgelehrter
- Schier, Christopher (* 1971), österreichischer Filmregisseur
- Schier, Felix (* 1949), deutscher Arzt
- Schier, Franz (1909–1954), österreichischer Schlager- und Wienerliedsänger
- Schier, Friederike (* 1997), deutsche Politikerin (Volt)
- Schier, Heiko (* 1954), deutscher Regisseur und Drehbuchautor
- Schier, Heinrich (1895–1986), deutscher Filmproduzent und Filmkaufmann
- Schier, Herbert (1897–1960), deutscher Politiker (GB/BHE), MdL Bayern
- Schier, Herbert (1933–2020), deutscher Komponist, Musikredakteur und Produktionsleiter
- Schier, Horst (1938–1998), deutscher Kameramann, Filmproduzent, Drehbuchautor und Filmregisseur
- Schier, Karl Heinrich (1802–1869), deutscher Orientalist
- Schier, Klaus (* 1952), deutscher Politiker (SPD), MdL
- Schier, Kurt (1929–2023), deutscher germanistischer und skandinavistischer Mediävist
- Schier, Paul (1889–1957), deutscher Maler und Grafiker
- Schier, Petra (* 1978), deutsche Schriftstellerin
- Schier, Roswitha (* 1962), deutsche Politikerin (CDU), MdL
- Schier, Siegward (* 1974), österreichischer Militär
- Schier, Skadi (* 2000), deutsche Leichtathletin
- Schier, Wolfgang (1918–2005), deutscher Jurist
- Schier, Wolfram (* 1957), deutscher Prähistoriker
- Schiera, Pierangelo (* 1941), italienischer Historiker
- Schierack, Michael (* 1966), deutscher Politiker (CDU), MdLMichael Schierack (* 1966)

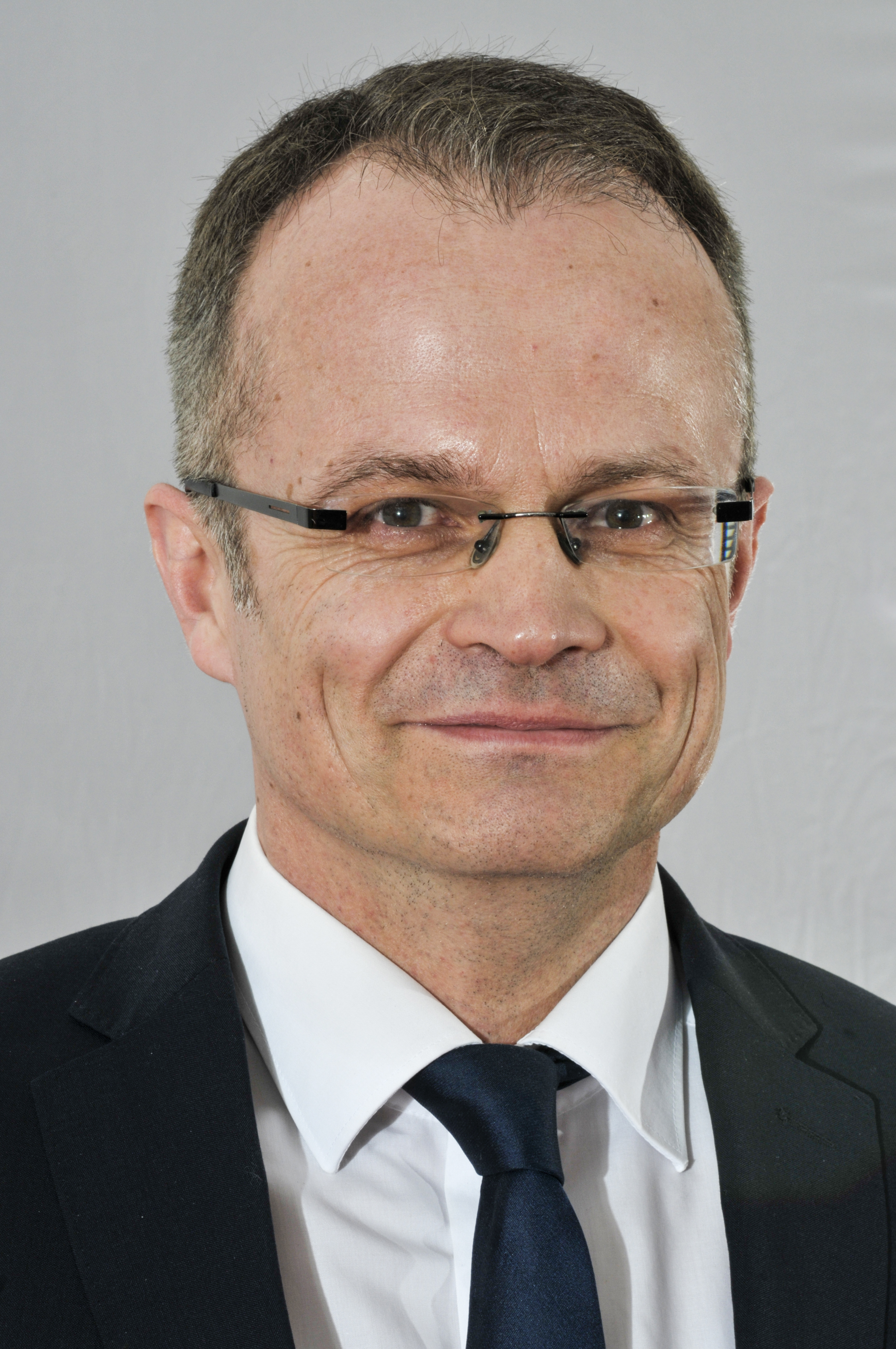
Michael Schierack (* 1966)

- Schierano, Mario (1915–1990), italienischer Geistlicher, Militärerzbischof von Italien
- Schierbaum, Hansjürgen (1924–2011), deutscher Politiker
- Schierbaum, Ilja (* 1976), deutscher Schauspieler, Texter und Musiker
- Schierbeek, Bert (1918–1996), niederländischer Schriftsteller
- Schierbeek, Willem Christiaan (1879–1952), niederländischer Fußballspieler
- Schierbrand, Wolf Curt von (1807–1888), königlich niederländischer Offizier, Naturforscher und Sammler von Zoologica und ethnographischen Objekten
- Schierbrand, Wolf von (1851–1920), US-amerikanischer Journalist und Autor
- Schiereck, Dirk (* 1962), deutscher Volkswirt
- Schiereck, Horst (* 1948), deutscher Politiker (SPD), Oberbürgermeister von Herne
- Schierecke, Jan Frederik († 1801), niederländischer Zeichner, Maler und Zeichenlehrer
- Schieren, Jost (* 1963), deutscher Schulpädagoge
- Schieren, Martin (1886–1956), deutscher Verwaltungsjurist und Abgeordneter (Christliche Volkspartei, Zentrum)
- Schieren, Wolfgang (1927–1996), deutscher Versicherungsmanager und Vorstandsvorsitzender der Allianz AG (1971–1991)
- Schierenbeck, Anne (* 1968), deutsche Politikerin (Bündnis 90/Die Grünen), Mitglied der Bremischen Bürgerschaft
- Schierenbeck, Björn (* 1974), deutscher Fußballspieler
- Schierenbeck, Fred (* 1952), deutscher Maler
- Schierenbeck, Henner (* 1946), deutscher Ökonom und Hochschullehrer
- Schierenbeck, Julius (1888–1967), deutscher Chemieingenieur
- Schierenbeck, Peggy (* 1970), deutsche Politikerin (SPD), MdB
- Schierenbeck, Torsten (* 1965), deutscher Basketballtrainer
- Schierenberg, Conrad (1937–2022), deutscher Maler und Lyriker
- Schierenberg, Gotthilf August Benjamin (1808–1894), deutscher Kaufmann, Heimatforscher, Amateurarchäologe und Autor
- Schierenberg, Heinrich (1800–1851), Gymnasialdirektor, deutscher Politiker und Mitglied der Frankfurter Nationalversammlung
- Schierenberg, Mark (* 1972), deutscher Fußballspieler
- Schiergen, Peter (* 1965), deutscher Jockey und Trainer im Galoppsport
- Schiergens, Nikolaus (1899–1961), deutscher Politiker (FDP), MdL
- Schiergott, Cornelia (* 1956), deutsche Politikerin (CDU), MdL
- Schierhold, Kerstin (* 1977), deutsche Prähistorikerin
- Schierholtz, Nate (* 1984), US-amerikanischer Baseballspieler
- Schierholz, Christian Gottfried (1787–1851), deutscher Unternehmer und Rittergutbesitzer
- Schierholz, Friedrich (1840–1894), deutscher Bildhauer
- Schierholz, Gustav (* 1908), deutscher Techniker und NS-Funktionär
- Schierholz, Henning (1949–2007), deutscher Politiker (Bündnis 90/Die Grünen), MdB
- Schierholz, Stefan (* 1955), deutscher Linguist
- Schierhorn, Helmke (1934–1986), deutscher Anatom und Neurobiologe
- Schierhorn, Timo (* 1979), deutscher Videokünstler und Filmemacher
- Schierhuber, Agnes (* 1946), österreichische Politikerin (ÖVP), Mitglied des Bundesrates, MdEP
- Schieri, Fritz (1922–2009), deutscher Kirchenliedkomponist und Dirigent
- Schierig, Hermann (1921–1999), deutscher Politiker (SPD), MdL
- Schiering, Hermann (1884–1944), deutscher Widerstandskämpfer
- Schiering, René (* 1977), deutscher Sprachwissenschaftler, Autor, Musiker
- Schiering, Wolfgang (1926–2005), deutscher Klassischer Archäologe
- Schieritz, Mark (* 1974), deutscher JournalistMark Schieritz (* 1974)

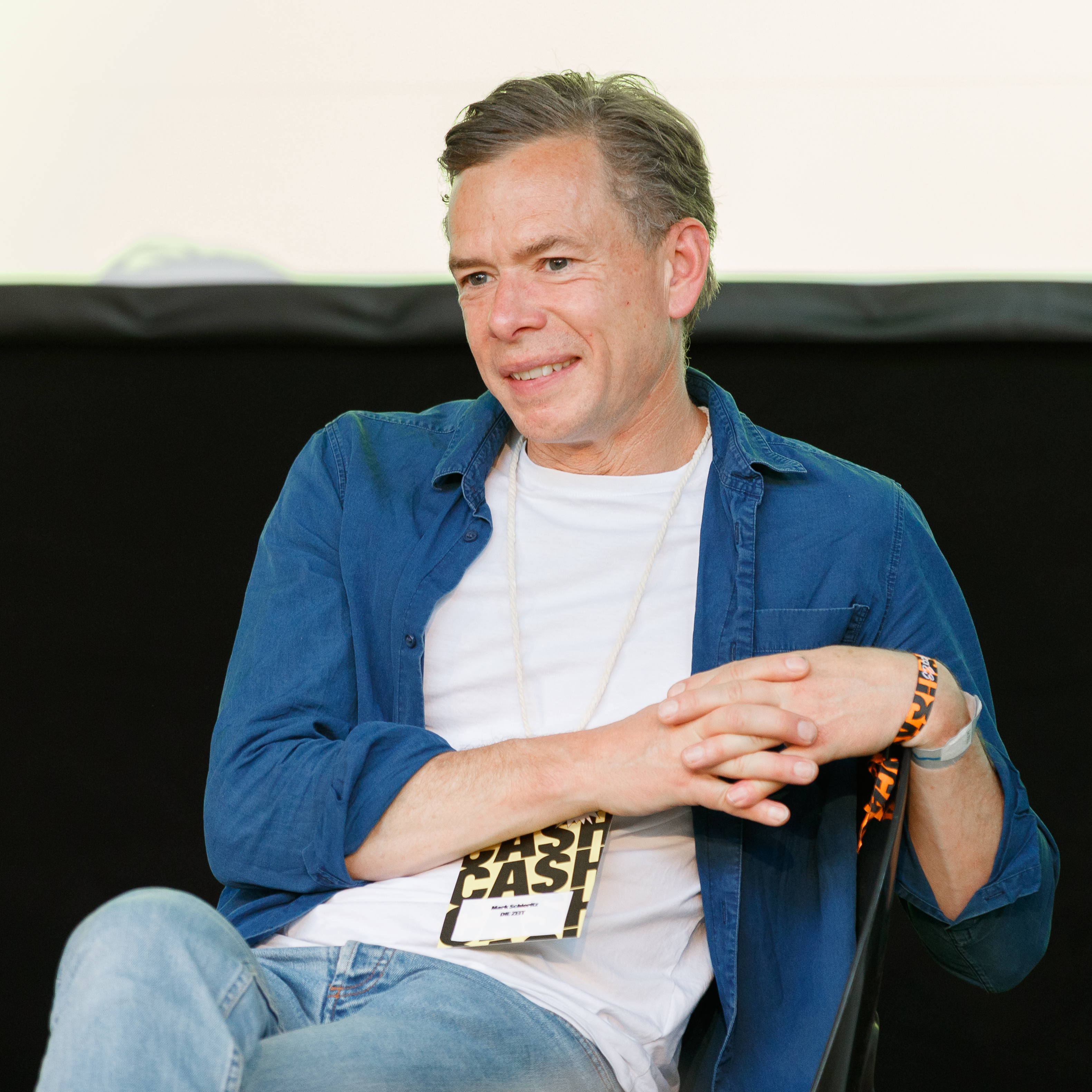
Mark Schieritz (* 1974)

- Schieritz, Max (1905–1996), deutscher Politiker (SPD), MdL
- Schierl, Domenik (* 1994), österreichischer Fußballtorhüter
- Schierl, Petra (* 1975), deutsche Altphilologin
- Schierle, Silvio (* 1997), deutscher Boxer
- Schiermeyer, René (* 1938), französischer Ringer
- Schiermeyer, Sabine (* 1967), deutsche Theologin und Regionalbischöfin
- Schiersand, Lars (* 1975), deutscher Fußballspieler
- Schiersch, Imke (* 1970), deutsche Triathletin
- Schierscher, Marluce (* 1998), liechtensteinische Synchronschwimmerin
- Schierschmid, Johann Justin (1707–1778), deutscher Rechtswissenschaftler und Hochschullehrer
- Schiersner, Dietmar (* 1970), deutscher Historiker
- Schierstaedt, August Ludwig von (1746–1831), preußischer Generalmajor, Chef des Infanterieregiments Nr. 33, Erbherr von Dahlen bei Ziesar
- Schierstaedt, Friedrich von (1825–1905), deutscher Rittergutsbesitzer, Stiftungskurator und Parlamentarier
- Schierstaedt, Joachim von (1858–1907), deutscher Rittergutsbesitzer und Parlamentarier
- Schierstedt, Luise von (1794–1876), deutsche Äbtissin
- Schiertz, Franz Wilhelm (1813–1887), deutsch-norwegischer Maler, Zeichner und Architekt
- Schiervel, Pierre de (1783–1866), belgischer Politiker und Senatspräsident
- Schierz, Matthias (* 1954), deutscher Sportpädagoge und Hochschullehrer

### Schies
- Schiesaro, Alessandro (* 1963), italienischer Altphilologe
- Schiesches, Wolfgang (1931–2010), deutscher Theologe und Pastor der Bremischen Evangelischen Kirche
- Schieser, Hans Alois (1931–2020), deutscher Erziehungswissenschaftler
- Schiesgeries, Horst (* 1955), deutscher Politiker (CDU), MdL
- Schieske, Alfred (1908–1970), deutscher Schauspieler
- Schieske, Geriet (1945–2023), deutscher Regisseur, Schauspieler und Autor
- Schieske, Lars (* 1977), deutscher Berufsfeuerwehrmann und Politiker (AfD)
- Schiesko, Erik (* 1986), deutscher Filmemacher und Regisseur
- Schiess, Adrian (* 1959), Schweizer Maler und Installationskünstler
- Schiess, Arnold (1863–1937), Schweizer Pädagoge und Politiker
- Schiess, Arthur (1842–1917), Schweizer Unternehmer
- Schiess, Bartholome (1625–1697), Schweizer Unternehmer, Regierungsmitglied und Tagsatzungsgesandter
- Schiess, Christian Ferdinand (1856–1884), Schweizer Söldner und Träger des Victoria-Kreuzes
- Schiess, Emil (1894–1972), Schweizer Pädagoge, Unternehmer und Politiker
- Schiess, Ernesto (1872–1919), Schweizer Maler
- Schiess, Ernst (1840–1915), deutscher Unternehmer
- Schiess, Ernst (1894–1981), Schweizer Organist, Orgelberater und Musikpädagoge
- Schiess, Hans Rudolf (1904–1978), Schweizer Maler und Grafiker
- Schiess, Heinrich (1852–1934), Schweizer Textilunternehmer und Kantonrat
- Schiess, Johann Ulrich (1711–1775), Schweizer Textilunternehmer, Landesfähnrich, Landeshauptmann, Landammann und Tagsatzungsgesandter
- Schiess, Johann Ulrich (1775–1849), Schweizer Textilunternehmer, Gemeindepräsident, Landesrittmeister, Landesfähnrich, Landeshauptmann, Landesseckelmeister und Tagsatzungsgesandter
- Schiess, Johann Ulrich (1807–1868), Schweizer Textilunternehmer, Gemeindepräsident, Landesseckelmeister und Landesstatthalter
- Schiess, Johann Ulrich (1813–1883), Schweizer Bundeskanzler und Nationalrat
- Schiess, Johannes, Schweizer Gemeindepräsident, Landammann und Tagsatzungsgesandter
- Schiess, Johannes (* 1584), Schweizer Gemeindepräsident, Bannerherr, Landesstatthalter und Tagsatzungsgesandter
- Schiess, Johannes (1649–1722), Schweizer Gemeindepräsident, Landesseckelmeister, Landesstatthalter, Landvogt und Landeshauptmann.
- Schiess, Johannes (1730–1804), Schweizer Textilunternehmer, Gemeindepräsident, Landesrittmeister, Landmajor und Landesfähnrich
- Schiess, Johannes (1780–1859), Schweizer Textilunternehmer und Ratsmitglied
- Schiess, Johannes (1837–1910), Schweizer Arzt und Förderer der Archäologie in Alexandrien
- Schiess, Karl (1914–1999), deutscher Jurist, Politiker (CDU), MdL und Rechtsanwalt
- Schiess, Matthias (1749–1819), Schweizer Ratschreiber, Landesfähnrich, Landeshauptmann, Landesstatthalter und Tagsatzungsgesandter
- Schiess, Michael (* 1997), Schweizer Unihockeyspieler auf der Position des Stürmers
- Schiess, Robert (1896–1956), Schweizer Maler
- Schiess, Stefan (* 1999), Schweizer Unihockeyspieler
- Schiess, Traugott (1834–1869), Schweizer Landschaftsmaler und Künstler
- Schiess, Traugott (1864–1935), Schweizer Historiker, Klassischer Philologe, Lehrer und Archivar
- Schiess-Forrer, Fritz (1880–1978), Schweizer Erfinder und Unternehmer
- Schiesser, Anton, Edler von Reifegg (1863–1926), österreichischer Offizier der k. u. k. Armee
- Schiesser, Christian (* 1972), österreichischer Schauspieler
- Schiesser, Fritz (* 1954), Schweizer Politiker (FDP)
- Schiesser, Giaco (* 1953), Schweizer Theoretiker und Kultur- und Medienwissenschaftler
- Schießer, Heinz (* 1942), österreichischer Historiker und Autor
- Schiesser, Horst (* 1930), deutscher Bäckerei-Unternehmer, am Neue Heimat-Skandal beteiligt
- Schiesser, Jacques (1848–1913), Schweizer Unternehmer
- Schießer, Mario (* 1964), deutscher Boxer
- Schiesser, Stephan (* 1956), Schweizer Politiker (LDP)
- Schiesser, Ulrike (* 1971), österreichische Psychologin und Psychotherapeutin sowie Buch- und Medienautorin
- Schießl, Carina (* 1990), deutsche Politikerin (AfD), MdB
- Schießl, David (* 1972), österreichischer Politiker (FPÖ), Landtagsabgeordneter
- Schießl, Harald (1974–2022), deutscher Jurist, Richter am Bundesfinanzhof
- Schießl, Johannes (* 1964), deutscher römisch-katholischer Philosoph, Musiker und Journalist, Chefredakteur der Münchener Kirchenzeitung
- Schießl, Michaela (* 1961), deutsche Journalistin
- Schießl, Peter (1943–2017), deutscher Bauingenieur
- Schießl, Sandra (* 1971), deutsche Animationsfilmerin und Mitbegründerin des Hamburger Animationsstudios TRIKK17
- Schießl, Ulrich (1948–2011), deutscher Kunsthistoriker und Restaurator
- Schießl, Werner (* 1968), deutscher Politiker (Freie Wähler), MdL
- Schießleder, Matthias (1936–2024), deutscher Judoka
- Schießleder, Stefan (* 1973), deutscher Theater- und Filmschauspieler
- Schießler, Rainer Maria (* 1960), deutscher PriesterRainer Maria Schießler (* 1960)

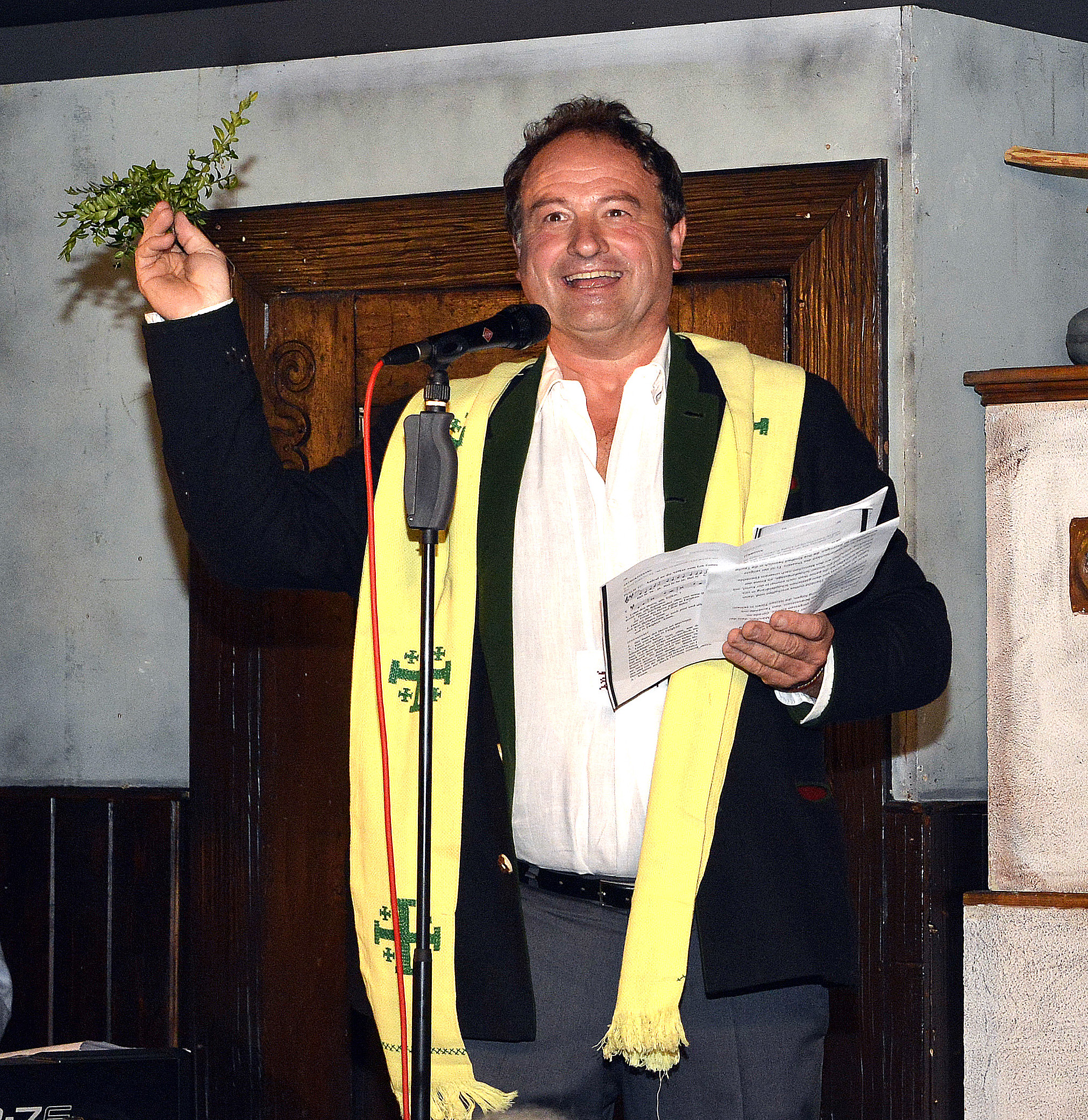
Rainer Maria Schießler (* 1960)

- Schießler, Sebastian Willibald (1790–1867), österreichischer Schriftsteller
- Schiessling, Gabriele (* 1962), österreichische Politikerin (SPÖ), Landtagsabgeordnete in Tirol
- Schiestel, Reinald (* 1959), österreichischer Basketballspieler
- Schiesterl, Wolfgang (1983–2011), österreichischer Volleyballspieler
- Schiestl, Anton (1808–1889), österreichischer katholischer Priester und Sammler
- Schiestl, Anton (1832–1900), Gründer des Turnverein Bozen 1862 und der Freiwilligen Feuerwehr Bozen, Turnvater Südtirols
- Schiestl, Anton (1873–1933), österreichischer Fotograf und Sammler
- Schiestl, Heinz (1867–1940), deutscher Bildhauer und Grafiker
- Schiestl, Matthäus (1869–1939), deutscher Maler und Grafiker der christlichen Kunst
- Schiestl, Reinhard (1957–1995), österreichischer Alpinist und Sportkletterer
- Schiestl, Rudolf (1878–1931), deutscher Maler, Radierer, Grafiker und Glasmaler
- Schiestl, Thomas (1935–2017), deutscher Schauspieler und Hörspielsprecher
- Schiestl, Thomas (* 2002), österreichischer Fußballspieler
- Schiestl-Arding, Albert (1883–1937), deutscher Maler
- Schieszl, Sibylle von (1918–2010), deutsche Physikerin und Managerin in der Automobilindustrie
- Schieszler, Gernot (* 1970), österreichischer Manager

### Schiet
- Schieth, Hubert (1927–2013), deutscher Fußballspieler und -trainer
- Schieth, Lydia (* 1952), deutsche Schriftstellerin, Germanistin und Literaturwissenschaftlerin
- Schietzel, Carl (1908–1995), deutscher Pädagoge
- Schietzel, Kurt (* 1933), deutscher Prähistoriker
- Schietzelt, Heinz (* 1920), deutscher Gebrauchsgrafiker, Maler und Restaurator
- Schietzold, André (* 1987), deutscher Eishockeyspieler

### Schiev
- Schievelbein, Hermann (1817–1867), deutscher Bildhauer
- Schievelkamp, Helmuth (1849–1940), deutscher Bildhauer

### Schiew
- Schiewack, Michael (* 1952), deutscher Journalist, Programmchef der MDR-Hörfunkwelle JUMP
- Schiewe, Carolin (* 1988), deutsche Fußballspielerin
- Schiewe, Jürgen (* 1955), deutscher Sprachwissenschaftler
- Schiewe, Torben (* 1985), deutscher Volleyballspieler
- Schiewe, Ulf (1947–2023), deutscher SchriftstellerUlf Schiewe (1947–2023)

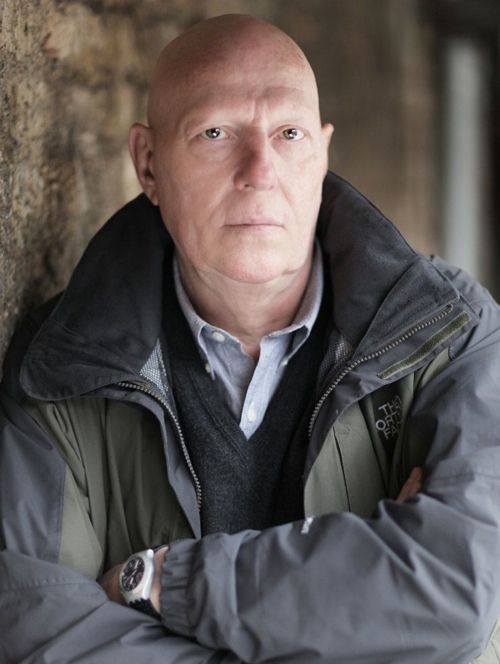
Ulf Schiewe (1947–2023)

- Schiewek, Erich (1913–1934), deutscher SA-Angehöriger
- Schiewek, Ottokar (1837–1901), deutscher Oberlehrer
- Schiewek, Werner (* 1959), deutscher evangelischer Theologe
- Schiewer, Franz (* 1990), deutscher Radrennfahrer
- Schiewer, Hans-Jochen (* 1955), deutscher Germanist und Hochschullehrer
- Schiewerling, Karl (1951–2021), deutscher Politiker (CDU), MdB